# Contra Dance
Der zeitgenössische Contra Dance ist ein Tanz nach Ansage, dessen Abläufe im Takt der Musik in sich gegenüberstehenden Linien, den sogenannten Gassen, getanzt werden. Für den historischen Kontratanz siehe dort.

## Verbreitung und Bezeichnung
Contra Dance wird heutzutage vor allem in den USA, vorwiegend in den Neuengland-Staaten getanzt. In Europa ist er hauptsächlich in den Benelux-Ländern, Skandinavien, Großbritannien und seltener in Deutschland verbreitet.
In der modernen Fassung wird diese Tanzart sowohl als Kontratanz als auch als Contra Dance bezeichnet. Die deutsche Bezeichnung ist eher im Bereich der Volks- und Seniorentänze gebräuchlich, während die amerikanische Bezeichnung von Tänzern gebraucht wird, die diese Tanzart aus der Nachbarschaft der verwandten Volkstanzformen Square Dance und Round Dance kennen.

## Musik
Die Musik beim Contra Dance ist so aufgebaut, dass eine Folge von acht Taktschlägen einer musikalischen Phrase entspricht, und acht derartiger Phrasen einen Figurenteil bilden. Dieser Figurenteil wird bis zum Ende des Tanzes wiederholt.
Contra Dance wird häufig zu Live-Musik getanzt, zumindest dort, wo diese Volkstanzform noch weit verbreitet ist. Die Rhythmen sind Reels oder Jigs. Die Musik besteht aus zwei Melodieteilen A und B, und die Verbindung erinnert an einen Vers und einen Refrain. Jeder Teil umfasst 16 Taktschläge (Schritte) und wird wiederholt, so dass sich die deutlich erkennbare Struktur A-A-B-B ergibt. Die komplette Figurenfolge enthält somit 64 Schritte. Da die meisten Figuren mit acht, manche mit vier oder sechzehn Schritten getanzt werden, ergibt sich eine Harmonie zwischen Musik und Bewegung.

## Prompter
Eine Besonderheit des Contra Dance stellt der Ansager (Prompter) dar, der die Tanzfiguren, einzelnen Bewegungsabläufe und Schrittfolgen im Takt der Musik ansagt, während die Musik angibt, wann und wie lange etwas getanzt wird. Der Prompter erklärt jeden Tanz, bevor er zur Musik getanzt wird. Damit hat jeder Tänzer eine Vorstellung dessen, was ihn während des Tanzes erwartet, und die Figuren können leicht getanzt werden. Durch das zeitlich passende Ansagen der Figuren führt der Prompter die Tänzer durch den Tanz. Das versetzt die Tänzer in die Lage, den Tanz spontan mitzutanzen, ohne ihn auswendig lernen zu müssen. Im Laufe des Tanzes lernen die Tänzer die Figurenfolge, und der Prompter kann weniger Hinweise geben, bis die Tänzer schließlich den Tanz allein weitertanzen.

## Aufbau und Aufstellungen
Beim Contra Dance werden, wie es bei Square Dance und Round Dance ebenfalls typisch ist, auf Zuruf vorgegebene Abläufe getanzt, die in Übereinstimmung mit der Musik in einer fließenden Bewegung ausgeführt werden. Die festgelegten ineinander verwobenen geometrischen Abläufe werden in Übereinstimmung mit der Struktur der Musik getanzt. Die Figuren ähneln denen des traditionellen Square Dance. Getanzt wird in einer fließenden Bewegung, der Fußballen sollte vor der Ferse aufgesetzt werden.

### Grundaufstellung
Die Paare stellen sich hintereinander mit Blickrichtung zum Leader auf. Dabei steht bei jedem Paar die Dame rechts vom Herrn. Nun wendet sich jeder zum Partner. Dies ist die Grundform jeder Contra-Aufstellung auch „Kontra einfach“ (engl. „proper“) genannt.
Während des Tanzes bewegt sich jedes Paar nach oben oder nach unten, wobei die Partner den Tanz über zusammen bleiben. Nach oben bedeutet in Richtung der Musik und des Prompters, nach unten meint dementsprechend von der Musik und vom Prompter weg. Wenn die Paare von oben durchgezählt werden (1,2,1,2,...), so tanzen die Paare 1 nach unten, die Paare 2 nach oben. So ist gewährleistet, dass während des Tanzes jedes Paar in der Gasse mit jedem anderen Paar tanzt.

### Kreuzüber im Zweisatz
Dies ist die häufigste Aufstellung zum Contra Dance. Von der Grundaufstellung ausgehend werden die Paare von oben durchgezählt (1,2,1,2,...). In allen Paaren 1 tauschen nun Herr und Dame die Plätze (engl. „cross over“). Dies ist die Aufstellung der Gasse zum „Kontra kreuzüber im Zweisatz“ (engl. „improper“). „Kreuzüber“ bezieht sich auf die abwechselnde Aufstellung von Herren und Damen innerhalb einer Gasse und „Zweisatz“ verweist darauf, dass in dieser Aufstellung immer je zwei Paare miteinander in einer Untergruppe (Satz) zusammen tanzen, nämlich jeweils ein Paar 1 und ein Paar 2 .
Jeweils zwei sich anschauende Paare tanzen den angegebenen Ablauf. Während dieses Ablaufs tauschen sie die Plätze (Fortschritt), so dass sie im nächsten Durchspiel denselben Ablauf mit einem neuen Paar tanzen. Im Laufe des Tanzes bewegen sich die Paare 1 immer weiter nach unten und die Paare 2 nach oben, bis sie das Ende der Gasse erreichen. Am Ende der Gasse müssen die Paare während eines Durchspiels warten. Sie tauschen die Plätze und kommen dann mit der anderen Nummer und der anderen Laufrichtung wieder in den Tanz.

### Becket Formation
Die Tänzer stehen sich paarweise gegenüber, Dame jeweils auf der rechten Seite.

### Doppelter Fortschritt
Manche Contras haben einen „doppelten Fortschritt“, d. h., dass die Paare in jedem Durchspiel um zwei Plätze weiterkommen. Dann gibt es sehr wenig Wartezeit an den Enden der Gasse.